# Ordigno dell'apocalisse

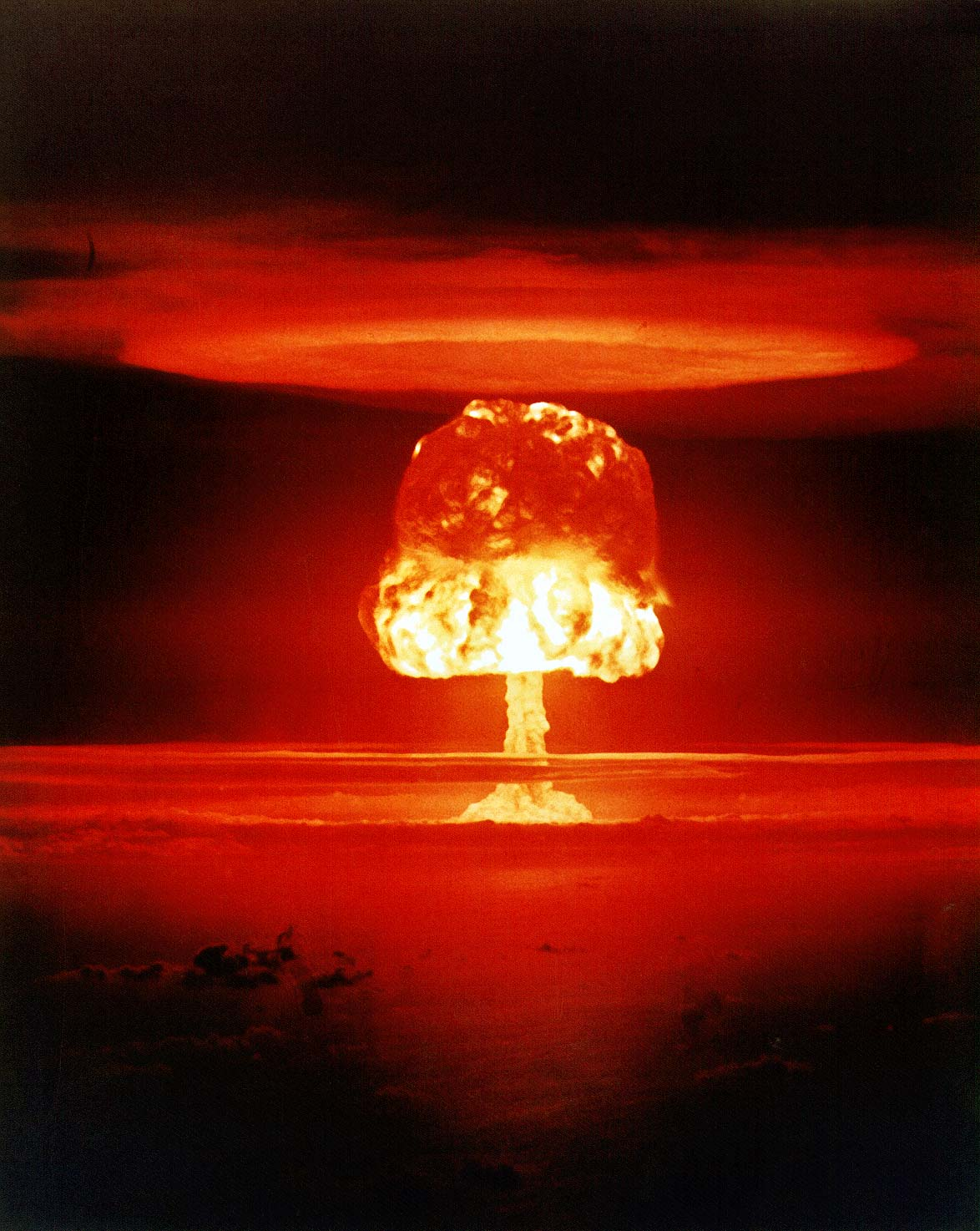
Vari "ordigni dell'apocalisse" sono concepiti basandosi sul fatto che più bombe all'idrogeno arricchite possono creare una grande quantità di fallout nucleare.

Un ordigno dell'apocalisse (in inglese doomsday device, letteralmente "ordigno del Giorno del Giudizio"; tradotto a volte anche come macchina dell'apocalisse, o macchina del Giudizio Universale) è un ipotetico strumento (generalmente un'arma) in grado di annientare tutta la vita sulla Terra o distruggere la Terra stessa (l'"Apocalisse" o il Giorno del Giudizio Universale sono termini biblici utilizzati per indicare la fine del mondo).

## Storia
Gli ordigni dell'apocalisse sono apparsi nelle opere della cultura di massa nel corso del XX secolo, quando i progressi della scienza e della tecnologia hanno permesso agli esseri umani di immaginare un modo definitivo e plausibile di distruggere attivamente il mondo, o tutta la vita che vi abita, o quantomeno di cancellare la specie umana. Numerosi classici della letteratura fantascientifica trattano questo tema: tra i primi esempi vi è il romanzo La nube purpurea (The Purple Cloud, 1901) di M.P. Shiel in cui la fuga accidentale di un composto gassoso uccide ogni persona sul pianeta.
In seguito all'avvento delle armi nucleari, in particolare della bomba all'idrogeno (o bomba H), sono state queste il componente dominante delle immaginarie macchine del giudizio universale. Nel 1950 il fisico Leó Szilárd teorizzò la bomba al cobalto, un particolare tipo di bomba H che, producendo un fallout nucleare di lunga durata, avrebbe potuto cancellare la vita dalla Terra. L'esperto di strategia della RAND Herman Kahn propose una "Doomsday Machine" negli anni cinquanta che avrebbe dovuto consistere in un computer collegato ad un arsenale di ordigni all'idrogeno, programmati per detonare e avvolgere il pianeta nel fallout nucleare al segnale di un attacco nucleare lanciato da un'altra nazione.
(Herman Kahn, On Thermonuclear War, 1960)
Tale schema, per quanto immaginario, costituiva per molti l'epitome degli estremi della logica suicida che stava dietro alla strategia della distruzione mutua assicurata, e fu parodiato nel popolare film di Stanley Kubrick del 1964, Il dottor Stranamore. Costituisce anche un tema fondamentale del film L'altra faccia del pianeta delle scimmie, in parallelo con il tema dello sterminio della specie. La maggior parte di questi modelli considera il fatto che le bombe all'idrogeno possono essere costruite di grandezza arbitraria (cfr. Progetto Teller-Ulam) o che possono essere "arricchite" con materiali progettati per creare un fallout assai persistente e letale.

## Influenza culturale
(da Il dottor Stranamore - Ovvero: come ho imparato a non preoccuparmi e ad amare la bomba)
Il concetto di ordigno dell'apocalisse è stato più volte utilizzato nelle opere di fantasia, a partire dai primi anni del Novecento. L'utilizzo di molteplici armi nucleari in grado di causare la distruzione pressoché totale di tutta la vita sulla Terra come tipo di scenario da giorno del giudizio è stato usato in svariate storie scritte durante la cosiddetta era atomica.
- Nel romanzo La nube purpurea (The Purple Cloud, 1901) di M.P. Shiel, la fuga accidentale di un composto gassoso uccide ogni essere umano sulla Terra ad eccezione del protagonista.[2]
- Nel romanzo di Italo Svevo La coscienza di Zeno (1923), nel finale, il protagonista Zeno Cosini, ormai anziano, fantastica immaginando che un giorno "un uomo fatto come tutti gli altri, nel segreto di una stanza di questo mondo, inventerà un esplosivo incomparabile, in confronto al quale gli esplosivi attualmente esistenti saranno considerati quali innocui giocattoli. Ed un altro uomo fatto anche lui come tutti gli altri, ma degli altri un po' più ammalato, ruberà tale esplosivo e s'arrampicherà al centro della terra per porlo nel punto ove il suo effetto potrà essere il massimo. Ci sarà un'esplosione enorme che nessuno udrà e la terra ritornata alla forma di nebulosa errerà nei cieli priva di parassiti e di malattie".
- Nel romanzo Abisso (Gulf, 1949) di Robert A. Heinlein i protagonisti lottano per evitare che l'esplosione di un'arma finale distrugga il mondo.
- L'ultima spiaggia (On the Beach, 1957) di Nevil Shute, adattato da Stanley Kramer in un film omonimo del 1959
- Nel romanzo di Kurt Vonnegut Ghiaccio-nove (Cat's Cradle) del 1963, viene creata una sostanza dagli effetti apocalittici (il Ghiaccio-nove appunto) che ha la capacità di congelare tutta l'acqua sulla Terra.
- Nel film Il dottor Stranamore - Ovvero: come ho imparato a non preoccuparmi e ad amare la bomba (1964) l'ambasciatore sovietico, dopo avere saputo che gli americani non avrebbero potuto richiamare un bombardiere destinato a sganciare armi nucleari all'interno dell'Unione Sovietica, informa il presidente che il premier sovietico Kissoff aveva ordinato la creazione di un ordigno dell'apocalisse (l'"ordigno di fine di mondo"). Malgrado essa fosse perfettamente funzionante, egli non aveva informato il mondo dato che sperava di rinviare l'annuncio per l'imminente congresso del partito.
- Nella serie televisiva a cartoni animati I Flintstones (1960-1966), il personaggio del Grande Gazoo appare nello show in quanto fu mandato sulla Terra come punizione per avere creato un bottone del giudizio universale che, se attivato, sarebbe in grado di distruggere non solo il pianeta ma l'intero universo, ovvero annichilire ogni cosa esistente.
- Nell'episodio della serie classica di Star Trek La macchina del giudizio universale (The Doomsday Machine, 1967), un enorme oggetto artificiale a forma di cono in grado di distruggere interi pianeti e di convertirli in combustibile per la propria propulsione, fa minacciosamente rotta verso "...il cuore della Federazione". Viene fermato dall'astronave USS Enterprise (NCC-1701) e dalla USS Constellation (NCC-1017) nel sistema L374. Tale oggetto viene descritto come una antichissima arma utilizzata in qualche guerra tra civiltà di un'altra Galassia. Con tutta probabilità, l'arma ha causato la distruzione di entrambe le fazioni coinvolte nel conflitto, iniziando poi a vagare autonomamente nel cosmo fino a raggiungere la nostra Galassia.
- Nel film L'altra faccia del pianeta delle scimmie di Ted Post (1970), i telepati idolatrano una bomba atomica con su scritto i simboli di Alfa e Omega, che Taylor, uno dei protagonisti, riconosce essere un vero e proprio Ordigno dell'Apocalisse, in grado di distruggere l'intero pianeta Terra.
- Nel film Doomsday Machine di Lee Sholem, Harry Hope e Herbert J. Leder (1972) la Cina ha messo a punto un ordigno dell'apocalisse, che distrugge la Terra mentre gli unici superstiti, i membri di un equipaggio di una missione spaziale, si dirigono verso il pianeta Venere.
- Nel film La Pantera Rosa sfida l'ispettore Clouseau (The Pink Panther Strikes Again, 1976) l'ex ispettore capo Dreyfus rapisce il brillante scienziato professor Fassbender e lo costringe a costruire un ordigno dell'apocalisse, allo scopo di costringere l'intero mondo ad assassinare Clouseau. Il raggio della morte (che emette un laser rosa) è usato per vaporizzare la sede delle Nazioni Unite quale dimostrazione del suo potere.
- Nel film Guerre stellari (1977) la Morte Nera (Death Star) è una stazione spaziale dotata di un cannone laser capace di distruggere un intero pianeta (il pacifico Alderaan) con un unico colpo.
- Nell'episodio L'Apocalisse è domani (Doomsday is Tomorrow, 1977) della serie televisiva La donna bionica, un vecchio scienziato mette a punto un dispositivo capace di portare alla fine del mondo, che verrebbe attivata da un uso non pacifico dell'energia nucleare. Jamie Sommers e un agente sovietico lavorano assieme per cercare di disattivarlo mentre una nazione del Medioriente conduce un test nucleare nell'atmosfera. L'ordigno dell'apocalisse rilascia a sua volta nell'atmosfera un elemento per rendere il congegno esplosivo finale completamente efficace nell'uccidere tutti gli esseri viventi, e lo scienziato si aspettava un tentativo di fermarlo: l'attivatore del dispositivo è un qualsiasi tentativo del governo statunitense di fermarlo con un elemento che essi credono (erroneamente) contrattaccherà l'"eutenio-J".
- In una serie di episodi dei popolari cartoni animati basati sui personaggi della Marvel Comics, numerosi supereroi dell'epoca della Guerra fredda come Capitan America si trovano ad affrontare una macchina in grado di distruggere il pianeta, creata dal supercriminale Teschio Rosso: egli, avendo dichiarato: "Se non posso conquistare il mondo allora preferisco distruggerlo!", ha preparato tre macchine automatiche chiamate "I Tre Dormienti" che, una volta messe in funzione da uomini a lui fedeli, si agganciano in un unico congegno capace di annientare la vita sul pianeta.
- In un numero del 1993 della serie a fumetti dei Fantastici Quattro Susan Storm, in animazione sospesa, sogna un ipotetico confronto tra il dottor Destino e Kristoff Vernard, che ha assunto la sua identità: coinvolgendo molti altri personaggi e antagonisti dell'universo Marvel, oltre ai soldati della NATO, del patto di Varsavia e del dio Odino, Kristoff, vedendosi sconfitto, decide di "Portare il mondo con sé!" attivando un sistema da lui ideato, che causa l'esplosione di numerose bombe nucleari poste nelle principali città del globo e la fine di quest'ultimo.
- Down to a Sunless Sea (1979) di David Graham
- Nel romanzo La vita, l'universo e tutto quanto (1982) di Douglas Adams, al supercomputer Hactar viene chiesto dal silastico Armorfiends del pianeta Striterax di "creare l'arma finale." Quando chiede cosa si intendesse per "finale", gli viene risposto di "consultare un dizionario", dal che esso conclude che gli è stato richiesto di distruggere l'universo. Crea pertanto la bomba Supernova, capace di collegare assieme tutti i nuclei di tutte le stelle nell'universo in una supernova in grado di inglobare tutto il cosmo. Al momento di entrare in funzione, però, essa si rivelò guasta.
- Nella serie tv Whoops Apocalypse (1982) un sovraccarico numerico di un videogioco di battaglia spaziale rischia di causare un allarme nucleare, e l'ordigno dell'apocalisse russo scambia un razzo spaziale in caduta per un missile nucleare, scatenando una guerra nucleare che causa la fine del mondo. È presente anche una superbomba chiamata Quark Bomb, abbastanza potente da distruggere un'intera nazione (motivo per cui gli Stati Uniti decidono di testarla in Europa).
- Nella serie tv Lost, i sopravvissuti del volo Oceanic 815 scoprono sull'Isola un bunker in cui vive un uomo che preme un pulsante ogni 108 minuti, convinto di salvare il mondo dalla distruzione.
- Nel fumetto Martin Mystère di Alfredo Castelli (dal 1982) si immagina che 10.000 anni fa le superpotenze rivali di Atlantide e Mu, tecnologicamente molto avanzate, si sarebbero distrutte da sole a causa dell'attivazione imprevista di un ordigno dell'apocalisse (un satellite artificiale), che avrebbe provocato un cataclisma di portata mondiale, ricordato nelle leggende con il nome di diluvio universale. Questa non è l'unica arma con uno scopo simile costruita dai due blocchi nella loro corsa agli armamenti ma è quella che ha causato la scomparsa delle due civiltà.
- Nel romanzo Swan Song (1987) di Robert McCammon, il presidente degli Stati Uniti, credendo di essere Dio caduto dal paradiso, decide che il male ha vinto sulla Terra (dopo l'olocausto nucleare che ha aiutato a provocare) e che il pianeta stesso deve essere pertanto purgato. Quest'idea comprende il lancio massiccio di testate nucleari ai poli, scalzando la Terra dal suo asse, causando l'esteso scioglimento dei ghiacci e la conseguente alluvione.
- Nel romanzo Tempio (1999) dell'australiano Matthew Reilly, gruppi di terroristi si impossessano della Supernova, una bomba in grado di distruggere un terzo del pianeta Terra, condannando i sopravvissuti alla distruzione totale per lo spostamento dell'asse terrestre.
- Numerosi cattivi del longevo anime Gundam (dal 1979) hanno fatto uso di armi orbitali del giudizio universale, in genere laser giganteschi che usano un intricato sistema di specchi per puntare il bersaglio.
- Nell'episodio de I Simpson You Only Move Twice (1996), il personaggio Hank Scorpio ricatta le Nazioni Unite con uno di questi ordigni. Per dimostrare che il suo non è un bluff, distrugge il 59th Street Bridge vicino al quartier generale delle Nazioni Unite.
- Compare occasionalmente in Futurama. In particolare si ritiene che il Professor Farnsworth possegga diversi ordigni del genere, che (ironicamente) spesso risultano utili per salvare l'universo (come nell'episodio Un amore stellare, dove è costretto a rinunciare a una di queste con la dolorosa riflessione "Suppongo che potrei separarmene e, comunque, averne paura".
- Nella serie televisiva animata Exosquad, il capo dei Neosapien, Phaeton, cercò di distruggere la Terra con uno di questi ordigni come rappresaglia per la distruzione del pianeta Marte.
- Nel film Supernova (2000) al centro di un asteroide di ghiaccio viene trovato uno strano contenitore contenente una famigerata sostanza a nove dimensioni in grado di distruggere l'universo per poi crearne uno nuovo.
- Nel giugno 2004, la rivista satirica The Onion ha pubblicato un articolo di fantasia "confermando" l'esistenza di un ordigno per la fine del mondo chiamato dispositivo di Thanatos (Thanatos Device). Basato sul principio della risonanza, è stato descritto come un dispositivo antitemporale che operava emettendo scariche di pseudoparticelle di ampiezza theta.
- Nel 2005 la band death metal Arch Enemy ha pubblicato un album intitolato Doomsday Machine.
- Il videogioco strategico in tempo reale Total Annihilation presenta un'installazione difensiva pesante, dotata di tre differenti tipologie di cannone laser, denominata Doomsday Machine (Macchina del Giudizio Universale). È una unità di terzo livello costruita dal Nucleo (the Core).
- Nel videogioco Evil Genius degli Elixir Studios lo scopo è quello di conquistare il mondo, minacciando le superpotenze mondiali mediante tre differenti tipi di ordigni dell'apocalisse, seguendo il filone dei cattivi di James Bond.
- Nel videogioco Halo le sette installazioni orbitanti artificiali, chiamate appunto Halo, sono una superarma di portata galattica creata dai Precursori per contenere e studiare i Flood, parassiti. L'arma attiva le sue difese per contenere l'infezione, e se questa risulta troppo estesa, si procede con l'attivazione dei sistemi principali d'armamento dell'anello, in grado di annichilire ogni forma di vita senziente in un raggio di 25 000 anni luce per togliere così il nutrimento ai Flood e quindi farli morire di fame.
- Nel videogioco Ace Combat 6: Fires of Liberation il cannone "Chandelier" ha una potenza di fuoco sufficiente a distruggere asteroidi e pianeti in arrivo.
- Nella serie televisiva Fringe, i protagonisti ricostruiscono una macchina in grado di creare o distruggere qualsiasi cosa. Peter Bishop, nella terza serie, in una delle linee temporali, distrugge uno dei due universi alternativi, causando la distruzione del suo universo. Questo viaggio nel tempo lo dissuaderà dall'utilizzare la macchina per distruggere uno degli universi. Utilizzerà la macchina per creare un tunnel fra i due mondi, in modo che, coesistendo, possano stabilizzarsi e sopravvivere.
- Nella serie videoludica di Fallout, i cui episodi sono ambientati nel XXIII e XXIV secolo, la trama che funge da filo conduttore per i vari capitoli prevede che il 23 ottobre 2077 sia avvenuta una tremenda catastrofe nucleare: una delle tre superpotenze dell'epoca (Stati Uniti, Russia e Cina) avrebbe lanciato una testata nucleare, causando così una catena di rappresaglie e contro-rappresaglie automatiche secondo lo schema della distruzione mutua assicurata. L'esito dell'immane sequenza di bombardamenti atomici avrebbe sterminato la quasi totalità degli esseri umani, causando spaventose mutazioni genetiche in una parte dei pochi superstiti (oltre che in molti animali) e devastando quasi irreparabilmente il pianeta.